# 伴英幸
伴 英幸（ばん ひでゆき、1951年 - 2024年6月10日）は、日本の市民活動家、NPO法人「原子力資料情報室」共同代表。

## 生涯
三重県四日市市に生まれる。
1975年に早稲田大学を卒業後は生活協同組合の専従となった。1979年の米国・スリーマイル島原子力発電所の事故をきっかけに脱原発を目指す運動に参加。1989年に脱原発法制定運動事務局のスタッフとなる。
1990年からは非営利の調査研究機関「原子力資料情報室」のスタッフとなり、1995年に事務局長、1998年からは共同代表を務めた。
2000年代以降は国の原子力政策の基本方針を策定する原子力委員会の専門家会議や、エネルギー政策に関する経済産業省の審議会などの委員を務め、批判的な立場から発言した。
また、福島第一原子力発電所事故のあとは、風評被害の懸念を理由に処理水の放出に反対するなど事故対応について提言を続けてきたほか、各地の市民集会で講演するなどの活動をおこなっていた。
「原子力資料情報室」によると、伴は癌を患い、2024年3月から療養中だったが6月10日、東京都中央区の病院で死去した。72歳没。

## 外部での肩書・役職・業績（順不同）
- 国会エネルギー調査会（準備会）有識者チーム(2012年～)
- 原子力市民委員会委員（2014年～2022年）
- 地層処分問題研究グループ（UG）
- グリーン連合　幹事（2015年～）
- 特定非営利活動法人　新宿代々木市民測定所　理事長（2019年～）
- 新『もんじゅ』に関する市民検討委員会　委員長（2016年）
- 脱原発法制定全国ネットワーク　代表世話人（2012年～）

- 経済産業省 総合資源エネルギー調査会　基本問題委員会　委員（2012年）
- 経済産業省 総合資源エネルギー調査会　電力・ガス事業分科会　原子力小委員 会　委員（2013年～2022年）
- 経済産業省 総合資源エネルギー調査会　電力・ガス事業分科会　原子力小委員 会　放射性廃棄物ワーキンググループ　委員（2013年～2022年）
- 国家戦略会議　原子力委員会見直しのための有識者会議（2012年）
- 原子力委員会　新計画策定会議（2004年～2005年）
- 原子力委員会　新大綱策定会議　委員（2010年～2012年）
- 原子力委員会　原子力発電・核燃料サイクル技術等小検討委員会　委員（2011年 ～2012年）

## 著書
- 『原子力政策大綱批判－策定会議の現場から』七つ森書館

## 共著書
- 『原子力市民年鑑』七つ森書館
- 『JCO臨界事故と日本の原子力行政」七つ森書館
- 『検証東電トラブル隠し』岩波書店〈岩波ブックレット〉

## 連載
- BIGISSUE『原発ウォッチ』[4]